# Pulaski (Virginie)
Pour les articles homonymes, voir Pulaski.
La ville américaine de Pulaski est le siège du comté de Pulaski, dans l’État de Virginie. Lors du recensement de 2010, sa population s’élevait à 9 086 habitants.

## Patrimoine
La Pulaski High School est un établissement scolaire dont le bâtiment principal est inscrit au Registre national des lieux historiques depuis le 9 juin 2023.

## Source
- (en) Cet article est partiellement ou en totalité issu de l’article de Wikipédia en anglais intitulé « Pulaski, Virginia » (voir la liste des auteurs).